# Token F1
Token var ett brittiskt formel 1-stall i mitten av 1970-talet.

## Historik
Token startades av Ron Dennis och hans kompanjon Neil Trundle i Rondel Racing som beställde en formel 1-bil för säsongen 1974. De var dock tvungna att sälja stallet efter att deras sponsor Motul hoppat av som en följd av oljekrisen 1973. 
Token debuterade med Tom Pryce som förare i Belgien 1974, där han dock tvingades bryta. Man återkom i Storbritannien med föraren David Purley, men han lyckades inte kvalificera sig. Token ställde sedan upp i Tyskland och Österrike med Ian Ashley vid ratten. Han slutade på fjortonde plats i det första loppet och bröt i det andra. 
Därefter såldes bilen till John Thorpe som döpte om den till Safir, efter sin ingenjörsfirma.

## F1-säsonger
| Säsong | Tävlingsnamn             | Bil        | Motor                    | Däck | Poäng | VM-plac. | Förare                 |
| ------ | ------------------------ | ---------- | ------------------------ | ---- | ----- | -------- | ---------------------- |
| 1974   | Token Racing             | Token RJ02 | Ford Cosworth DFV 3.0 V8 | F    | 0     | 13:e     | Tom Pryce David Purley |
| 1974   | Team Harper-Token Racing | Token RJ02 | Ford Cosworth DFV 3.0 V8 | F    | 0     | 13:e     | Ian Ashley             |